# Pechauer See
Der Pechauer See ist ein See im Magdeburger Stadtteil Pechau in Sachsen-Anhalt.
Er stellt den Überrest eines alten Flusslaufs der Elbe dar und hat eine Größe von 5,06 Hektar. Der Pechauer See wird durch einen Anglerverband als Fischereigewässer bewirtschaftet.